# میلرز پوینت، نیو ساوت ولز
میلرز پوینت (به انگلیسی: Millers Point) یک حومه شهر در استرالیا است که در نیو ساوت ولز واقع شده‌است.